# Деј Вали (Калифорнија)
Деј Вали (енгл. Day Valley) насељено је место без административног статуса у америчкој савезној држави Калифорнија.

## Демографија
По попису из 2010. године број становника је 3.409, што је 178 (-5,0%) становника мање него 2000. године.
| Група             | 2000.         | 2010.         |
| Белци             | 2.884 (80,4%) | 2.734 (80,2%) |
| Афроамериканци    | 23 (0,6%)     | 20 (0,6%)     |
| Азијати           | 60 (1,7%)     | 85 (2,5%)     |
| Хиспаноамериканци | 519 (14,5%)   | 470 (13,8%)   |
| Укупно            | 3.587         | 3.409         |